# バブル (テレビドラマ)
『バブル』は、2001年1月5日 - 3月23日に、NHK系列で放送された連続テレビドラマ。ドラマ家族模様の平成12年度最後のシリーズである（21時台の現代劇枠は次年度より月曜日に移って「月曜ドラマシリーズ」枠となったので「ドラマ家族模様」枠最後の作品でもある）。

## 概要
1980年代後半、バブル景気の大阪を駆け抜けた男女の生き様を描く社会派ドラマ。とかくバブル時代を扱うドラマや映画は、ワンレン・ボディコンやジュリアナ現象などの流行や風俗を面白おかしく扱った物が多い。それに対して本作品は「バブル時代の総括」をテーマに、時代の雰囲気や人々の生きざま、バブルの錬金術の手口などをリアルかつシリアスに描いた珍しい作品である。
脚本は、鎌田敏夫が担当。「離れていても、気持ちは通じる」のセリフは印象的。
2007年6月4日から6月21日まで再放送された。

## あらすじ
大阪でたこ焼き屋を営む須藤哲也はごく平凡な青年だったが、ひょんな事から興津俊信と知り合う。興津は三興コーポレーションという会社を営む実業家だが、裏社会とも通じる影のフィクサー。
彼との付き合いで思わぬ大金を得た哲也は、恋人の熊倉智世と共に「トモアンドテツ」という会社を立ち上げる。しかし、クルーザーに投資して詐欺に引っかかり、全てを失ってしまう。
一方、哲也の兄嫁である須藤雅美は平凡な生活に嫌気が差し、葵信託銀行部長の盛田武治と部下の宮野マリアの口車に乗って土地や絵画取引にのめり込み、大金を手にする。そのころ失意の哲也は興津の助言で絵画取引の会社を興し、バブルの時代の流れに打って出ようとしていた。
それらの裏で興津俊信は、明和銀行頭取の娘、栗原綾乃に接近。巨大な土地開発プロジェクトで明和銀行から資金を引き出す事に成功する。一方で相棒の下浦雄高と共に栗原頭取のライバルである国枝専務にも接近、リゾート開発会社社長・山形荘一郎を通じて海外のリゾート開発へも明和銀行を引き込んでいく。
実は興津は栗原頭取とは過去に遺恨があり、一連の動きは明和銀行を潰すための策略の一環だった。

## キャスト・スタッフ

### 主なキャスト
- 須藤哲也（主人公）：高嶋政伸
- 熊倉智世（主人公の恋人）：辺見えみり
- 興津俊信（もう一人の主人公）：渡瀬恒彦
- 須藤雅美（須藤哲也の義理の姉）：麻生祐未
- 須藤辰彦（須藤哲也の兄、元商社で穀物相場を担当）：上杉祥三
- 栗原嘉一（明和銀行頭取、投機的経営を志向する）：藤岡琢也
- 菊井嘉則（大阪府警東堂島署刑事、興津俊信を執拗に追う）：西城秀樹
- 栗原綾乃（栗原頭取の娘）：かとうかずこ
- 宮野マリア（葵信託銀行行員）：裕木奈江
- 盛田武治（葵信託銀行部長）：渋谷天外
- 宮野貴子（宮野マリアの姉）：尾崎小百合（現かつみ♥さゆりのさゆり）
- 下浦雄高（不動産会社社長、興津俊信の相棒）：石田太郎
- 国枝正晴（明和銀行専務）：沢本忠雄
- 山形荘一郎（リゾート開発会社社長、天性の詐欺師）：唐渡亮
- 今田貴史（建築デザイナー、栗原綾乃の愛人）：海部剛史

### スタッフ
- 脚本：鎌田敏夫
- 演出：望月良雄、田村文孝、吉田雅夫、宮崎純
- プロデューサー：木田幸紀
- 音楽：千住明
- 主題歌：ジプシー・キングス「マイ・ウェイ」

## サブタイトル
1. ソースと殺人事件
2. 世の中のからくり
3. それが私の夢です
4. 誰かがババをつかむ
5. みんながそうする
6. イケイケで行け
7. 幸せになる資格
8. 金には負けへん
9. あとは野となれ山となれ
10. 上がれば下がる
11. ツケはすぐくる
12. 幕はおりた